# 김지운 (소설가)
김지운(1968년~)은 대한민국의 소설가이다.

## 저서
- 2009년 《포옹》
- 2009년 《타임》
- 2009년 《열대의 시간》
- 2009년 《귀엣말》
- 2008년 《느낌》
- 2008년 《이끌림》
- 2007년 《풀잎 연가》
- 2007년 《올 오아 낫씽》(All or Nothing)
- 2007년 《가을 사랑》 (계절 사랑 시리즈 4)
- 2007년 《연지》
- 2007년 《봄 사랑》 (계절 사랑 시리즈 3)
- 2006년 《여름 사랑》 (계절 사랑 시리즈 2)
- 2006년 《겨울 사랑》 (계절 사랑 시리즈 1)
- 2006년 《햇빛 아래 그가 있다》
- 2006년 《오르골》
- 2005년 《푸른 속눈썹》

## 수상 경력
- 2006년 제11회 신영 사이버 문학상 수상
- 2003년 계간 《생각과 느낌》 소설 부분 - 신인상 당선
- 2002년 제06회 동서 커피 문학상 - 가작 수상